# Championnat d'Europe de badminton par équipes mixtes 2017
Navigation
Louvain 2015 Copenhague 2019
La 24e édition du championnat d'Europe de badminton par équipes mixtes, se tient à Lubin, en Pologne, du 15 au 19 février 2017.

## Équipes participantes et groupes
Douze équipes participent à ces championnats et sont réparties en quatre groupes de trois après tirage au sort.
| Groupe 1 Bulgarie Danemark France | Groupe 2 Angleterre Irlande Suède | Groupe 3 Allemagne Pays-Bas Suisse | Groupe 4 Espagne Pologne Russie |

## Phase de groupe
- Les deux premiers de chaque groupe sont qualifiés pour les quarts de finale.

| Équipe   | J | V | D | MP | MC | +/- | Points |
| -------- | - | - | - | -- | -- | --- | ------ |
| Danemark | 2 | 2 | 0 | 9  | 1  | +8  | 2      |
| France   | 2 | 1 | 1 | 4  | 6  | -2  | 1      |
| Bulgarie | 2 | 0 | 2 | 2  | 8  | -6  | 0      |

| 15 février | France   | 4 | 1 | Bulgarie |
| 15 février | Danemark | 4 | 1 | Bulgarie |
| 16 février | Danemark | 5 | 0 | France   |

| Équipe     | J | V | D | MP | MC | +/- | Points |
| ---------- | - | - | - | -- | -- | --- | ------ |
| Angleterre | 2 | 2 | 0 | 8  | 2  | +6  | 2      |
| Suède      | 2 | 1 | 1 | 6  | 4  | +2  | 1      |
| Irlande    | 2 | 0 | 2 | 1  | 9  | -8  | 0      |

| 15 février | Irlande    | 1 | 4 | Suède   |
| 15 février | Angleterre | 5 | 0 | Irlande |
| 16 février | Angleterre | 3 | 2 | Suède   |

| Équipe    | J | V | D | MP | MC | +/- | Points |
| --------- | - | - | - | -- | -- | --- | ------ |
| Allemagne | 2 | 2 | 0 | 8  | 2  | +6  | 2      |
| Pays-Bas  | 2 | 1 | 1 | 5  | 5  | 0   | 1      |
| Suisse    | 2 | 0 | 2 | 2  | 8  | -6  | 0      |

| 15 février | Allemagne | 4 | 1 | Suisse   |
| 16 février | Suisse    | 1 | 4 | Pays-Bas |
| 16 février | Allemagne | 4 | 1 | Pays-Bas |

| Équipe  | J | V | D | MP | MC | +/- | Points |
| ------- | - | - | - | -- | -- | --- | ------ |
| Russie  | 2 | 2 | 0 | 9  | 1  | +8  | 2      |
| Pologne | 2 | 1 | 1 | 3  | 7  | -4  | 1      |
| Espagne | 2 | 0 | 2 | 3  | 7  | -4  | 0      |

| 15 février | Pologne | 3 | 2 | Espagne |
| 16 février | Russie  | 4 | 1 | Espagne |
| 16 février | Russie  | 5 | 0 | Pologne |

## Phase à élimination directe
|  | Quarts de finale | Quarts de finale |          |   | Demi-finales | Demi-finales |  |  | Finale     | Finale     |
|  | Quarts de finale | Quarts de finale |          |   | Demi-finales | Demi-finales |  |  | Finale     | Finale     |
|  |                  |                  |          |   |              |              |  |  |            |            |
|  | 17 février       | 17 février       |          |   | 18 février   | 18 février   |  |  | 19 février | 19 février |
|  | 17 février       | 17 février       |          |   | 18 février   | 18 février   |  |  | 19 février | 19 février |
|  | Danemark         | 3                |          |   | 18 février   | 18 février   |  |  | 19 février | 19 février |
|  | Danemark         | 3                |          |   | 18 février   | 18 février   |  |  | 19 février | 19 février |
|  | Suède            | 0                |          |   | 18 février   | 18 février   |  |  | 19 février | 19 février |
|  | Suède            | 0                | Danemark | 3 |              |              |  |  | 19 février | 19 février |
|  | 17 février       |                  | Danemark | 3 |              |              |  |  | 19 février | 19 février |
|  |                  | Allemagne        | 1        |   |              |              |  |  | 19 février | 19 février |
|  | Allemagne        | Allemagne        | 1        | 3 |              |              |  |  | 19 février | 19 février |
|  | Allemagne        |                  |          | 3 |              |              |  |  | 19 février | 19 février |
|  | Pologne          | 1                |          |   |              |              |  |  | 19 février | 19 février |
|  | Pologne          | 1                | Danemark | 3 |              |              |  |  |            |            |
|  | 17 février       |                  | Danemark | 3 |              |              |  |  |            |            |
|  |                  | Russie           | 0        |   |              |              |  |  |            |            |
|  | France           | Russie           | 0        | 1 |              |              |  |  |            |            |
|  | France           | 18 février       |          | 1 |              |              |  |  |            |            |
|  | Russie           | 3                |          |   |              |              |  |  |            |            |
|  | Russie           | 3                | Russie   | 3 |              |              |  |  |            |            |
|  | 17 février       |                  | Russie   | 3 |              |              |  |  |            |            |
|  |                  | Angleterre       | 1        |   |              |              |  |  |            |            |
|  | Pays-Bas         | Angleterre       | 1        | 2 |              |              |  |  |            |            |
|  | Pays-Bas         |                  |          | 2 |              |              |  |  |            |            |
|  | Angleterre       | 3                |          |   |              |              |  |  |            |            |
|  | Angleterre       | 3                |          |   |              |              |  |  |            |            |

### Quarts de finale
| 17 février | France                         | 1 - 3 | Russie                                     | Score               |
| ---------- | ------------------------------ | ----- | ------------------------------------------ | ------------------- |
| MX         | Ronan Labar / Audrey Fontaine  | 0-1   | Vladimir Ivanov / Ekaterina Bolotova       | 21-18, 9-21, 18-21  |
| SH         | Brice Leverdez                 | 1-0   | Anatoliy Yartsev                           | 20-22, 21-11, 21-15 |
| SD         | Delphine Lansac                | 0-1   | Evgeniya Kosetskaya                        | 21-15, 16-21, 18-21 |
| DH         | Bastian Kersaudy / Julien Maïo | 0-1   | Vladimir Ivanov / Ivan Sozonov             | 21-18, 21-9         |
| DD         | Émilie Lefel / Anne Tran       | -     | Ekaterina Bolotova / Anastasia Chervyakova | non disputé         |

| 17 février | Pays-Bas                      | 2 - 3 | Angleterre                      | Score               |
| ---------- | ----------------------------- | ----- | ------------------------------- | ------------------- |
| SD         | Gayle Mahulette               | 1-0   | Fontaine Mica Chapman           | 11-21, 21-19, 21-17 |
| SH         | Mark Caljouw                  | 1-0   | Toby Penty                      | 21-19, 22-24, 21-18 |
| DD         | Iris Tabeling / Cheryl Seinen | 0-1   | Lauren Smith / Sarah Walker     | 18-21, 13-21        |
| DH         | Jelle Maas / Robin Tabeling   | 0-1   | Marcus Ellis / Chris Langridge  | 13-21, 16-21        |
| MX         | Ruben Jille / Cheryl Seinen   | 0-1   | Chris Adcock / Gabrielle Adcock | 13-21, 18-21        |

| 17 février | Allemagne                         | 3 - 1 | Pologne                                 | Score        |
| ---------- | --------------------------------- | ----- | --------------------------------------- | ------------ |
| SH         | Marc Zwiebler                     | 1-0   | Michal Rogalski                         | 21-19, 21-14 |
| SD         | Fabienne Deprez                   | 1-0   | Wiktoria Dabczynska                     | 21-12, 21-18 |
| DH         | Josche Zurwonne / Peter Käsbauer  | 0-1   | Robert Mateusiak / Adam Cwalina         | 23-25, 17-21 |
| DD         | Carla Nelte / Johanna Goliszewski | 1-0   | Agnieszka Wojtkowska / Aneta Wojtkowska | 22-20, 21-9  |
| MX         | Mark Lamsfuß / Isabel Herttrich   | -     | Robert Mateusiak / Nadieżda Zieba       | Non disputé  |

| 17 février | Danemark                                      | 3 - 0 | Suède                            | Score           |
| ---------- | --------------------------------------------- | ----- | -------------------------------- | --------------- |
| MX         | Joachim Fischer Nielsen / Christinna Pedersen | 1-0   | Nico Ruponen / Amanda Hogstrom   | 21-13, 21-12    |
| SH         | Viktor Axelsen                                | 1-0   | Henri Hurskainen                 | 21-11, 21-14    |
| SD         | Line Kjærsfeldt                               | 1-0   | Emma Karlsson                    | 19-21, 10-1 ab. |
| DH         | Mathias Boe / Carsten Mogensen                | -     | Nico Ruponen / Richard Eidestedt | Non disputé     |
| DD         | Kamilla Rytter Juhl / Christinna Pedersen     | -     | Emma Wengberg / Clara Nistad     | Non disputé     |

### Demi-finales
| 18 février | Russie                                     | 3 - 1 | Angleterre                      | Score               |
| ---------- | ------------------------------------------ | ----- | ------------------------------- | ------------------- |
| MX         | Vladimir Ivanov / Ekaterina Bolotova       | 1-0   | Chris Adcock / Gabrielle Adcock | 23-21, 23-21        |
| SH         | Anatoliy Yartsev                           | 0-1   | Toby Penty                      | 16-21, 16-21        |
| SD         | Evgeniya Kosetskaya                        | 1-0   | Chloe Birch                     | 21-16, 13-21, 21-12 |
| DH         | Vladimir Ivanov / Ivan Sozonov             | 1-0   | Marcus Ellis / Chris Langridge  | 18-21, 21-17, 21-18 |
| DD         | Ekaterina Bolotova / Anastasia Chervyakova | -     | Lauren Smith / Sarah Walker     | Non disputé         |

| 18 février | Danemark                                      | 3 - 1 | Allemagne                       | Score               |
| ---------- | --------------------------------------------- | ----- | ------------------------------- | ------------------- |
| MX         | Joachim Fischer Nielsen / Christinna Pedersen | 1-0   | Mark Lamsfuß / Isabel Herttrich | 21-12, 21-17        |
| SH         | Viktor Axelsen                                | 0-1   | Fabian Roth                     | 18-21, 21-10, 18-21 |
| SD         | Line Kjærsfeldt                               | 1-0   | Fabienne Deprez                 | 14-21, 21-11, 21-7  |
| DH         | Mathias Boe / Carsten Mogensen                | 1-0   | Mark Lamsfuß / Josche Zurwonne  | 21-17, 21-13        |
| DD         | Kamilla Rytter Juhl / Christinna Pedersen     | -     | Isabel Herttrich / Carla Nelte  | Non disputé'        |

### Finale
| 19 février | Danemark                                      | 3 - 0 | Russie                                | Score        |
| ---------- | --------------------------------------------- | ----- | ------------------------------------- | ------------ |
| MX         | Joachim Fischer Nielsen / Christinna Pedersen | 1-0   | Ivan Sozonov / Ekaterina Bolotova     | 24-22, 21-10 |
| SH         | Anders Antonsen                               | 1-0   | Anatoliy Yartsev                      | 21-7, 21-8   |
| SD         | Line Kjærsfeldt                               | 1-0   | Evgeniya Kosetskaya                   | 21-15, 21-15 |
| DH         | Mathias Boe / Carsten Mogensen                | -     | Evgenij Dremin / Ivan Sozonov         | Non disputé  |
| DD         | Kamilla Rytter Juhl / Christinna Pedersen     | -     | Anastasia Chervyakova / Olga Morozova | Non disputé  |